# Thörl
Thörl ist eine Marktgemeinde mit 2169 Einwohnern (Stand 1. Jänner 2024) im Gerichtsbezirk Bruck an der Mur und im politischen Bezirk Bruck-Mürzzuschlag in der Obersteiermark (Österreich). Im Rahmen der Gemeindestrukturreform in der Steiermark wurde Thörl am 1. Jänner 2015 mit den Gemeinden Etmißl und St. Ilgen zusammengelegt.

## Geografie

### Geografische Lage
Thörl liegt in der nördlichen Steiermark. Die Fläche umfasst 166,43 Quadratkilometer.

### Gemeindegliederung
Katastralgemeinden und gleichnamige Ortschaften sind (Fläche Stand 31. Dezember 2023; Einwohner Stand 1. Jänner 2024)
- Etmißl (844,3 ha, 396 Ew.)
- Fölz (3.693,84 ha, 617 Ew.)
- Hinterberg (1.165,85 ha, 30 Ew.)
- Lonschitz (1.045,41 ha, 61 Ew.)
- Oisching (875,86 ha, 4 Ew.)
- Palbersdorf (292,01 ha, 597 Ew.)
- St. Ilgen (7.346,91 ha, 246 Ew.)
- Thörl (1.379,44 ha, 218 Ew.).

### Nachbargemeinden
| Wildalpen (Bezirk Liezen) | Mariazell                                   | Turnau |
|                           | Kompassrose, die auf Nachbargemeinden zeigt | Aflenz |
| Tragöß-Sankt Katharein    | Kapfenberg                                  | Turnau |

### Eingemeindungen
- Am 1. Jänner 1955 wurde die Gemeinde Fölz bei Thörl eingemeindet.
- Am 1. Jänner 2015 wurden die Gemeinden Etmißl und St. Ilgen bei Thörl eingemeindet.

## Geschichte

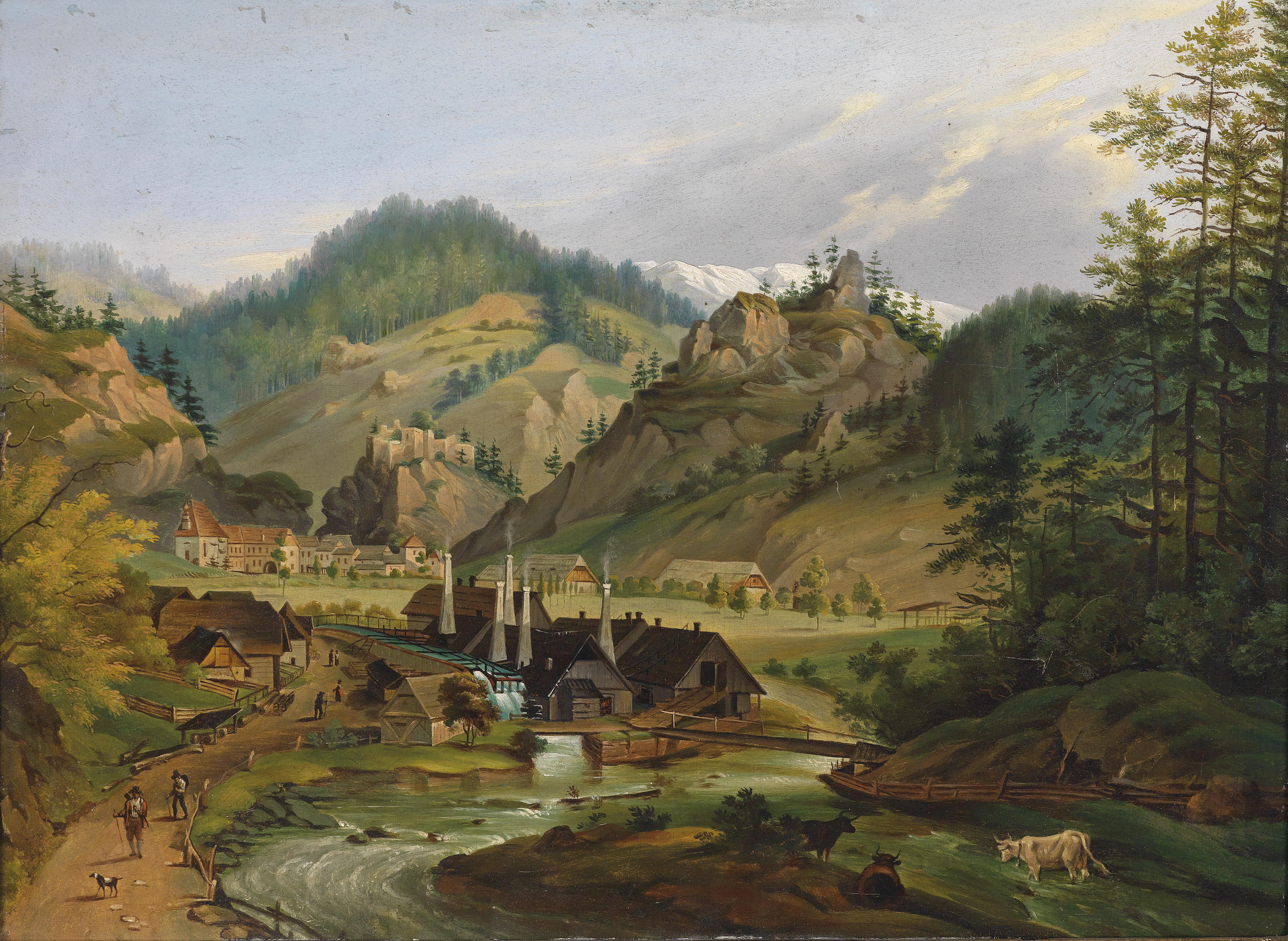
Blick auf Thörl, um 1850

Schon in der Jungsteinzeit dürften Siedlungen in der Gegend um Thörl bestanden haben. Um 600 n. Chr. zogen slawische Siedler in die Gegend, wovon heute noch einige Ortsnamen zeugen. Während des 8. Jahrhunderts wanderten Bayern ein.
1103 schenkte Herzog Heinrich III. von Kärnten das Aflenztal, in dem auch Thörl liegt, dem Stift St. Lambrecht. 1342 erschien Palbersdorf das erste Mal urkundlich, Thörl (als toer in der aynoed; Thörl in der Einöd) 1345. Die Gegend war damals noch als Einöd bekannt. Die Straßensperre, die dem Ort den Namen gab, bestand damals bereits. Der Gegendname Hinterberg ist sogar schon seit 1253 bekannt.
Im 14. Jahrhundert begann in Thörl die Eisenproduktion. Da das Tal allerdings in Thörl zu eng war, konzentrierte sich der Wohnungsbau auf Palbersdorf.
1849 wurde Thörl in die Gemeinde Aflenz eingebunden, 1915 sollte diese wegen divergierender Interessen wieder aufgeteilt werden, was wegen des Ersten Weltkrieges auf 1919 verschoben wurde.
1893 wurde die Thörlerbahn eröffnet, welche Kapfenberg mit Turnau verband. Vor allem die ansässige Eisenindustrie profitierte stark davon. Geplant war auch eine Verlängerung bis zur Mariazellerbahn, um die Südbahn mit der Westbahn zu verbinden, dies wurde aber nie realisiert.
1945, zum Ende des Zweiten Weltkriegs, marschierten Soldaten der Roten Armee ein. Sie blieben bis Thörl noch im selben Jahr der britischen Besatzungszone zufiel.
1955 vereinigten sich die Gemeinden Thörl und Fölz, außerdem erhielt Thörl das Recht, ein Wappen zu führen.
1959 wurde der Personenverkehr auf der Bahnstrecke eingestellt, fünf Jahre später wurde der Abschnitt von Seebach nach Seewiesen, einem Ortsteil von Turnau, stillgelegt, 1990 auch der Abschnitt von Aflenz nach Seebach. 1991 startete der Verein Thörlerbahn ein Museumsbahn-Projekt, welches auch gut angenommen wurde. Als allerdings 1995 die Eisenindustrie wegen einer Bankenpleite in den Konkurs schlitterte, verlor der Betreiber der Strecke, die Steiermärkischen Landesbahnen, den größten Frachtkunden und musste den Betrieb einstellen. Der Verein durfte danach noch bis 1997 die Strecke befahren und bot dabei auch eine Muskelkraft-Draisine an. Die Gleise der Thörlerbahn wurden 2003/04 abgetragen, von Kapfenberg aufwärts bis Hinterberg wurde aus der Bahntrasse ein Geh- und Radweg.
1994 wurde die Gemeinde wegen ihrer Leistungen, wie zum Beispiel Bau von Haupt- und Volksschule, Hallenbad und Gemeindewegen, zur Marktgemeinde erhoben.

### Religion
Für die evangelische Glaubensgemeinschaft bestand bereits zum Beginn des 20. Jahrhunderts eine Predigtstation in Thörl, sie wurde am 29. Juni 1914 geweiht.
Am 21. Juni 1964 wurde auch die katholische Kirche eingeweiht, die Aflenzer Expositur Thörl wurde zu einer selbständigen Pfarre erhoben. Das Grundstück für die Kirche wurde von Johann III. von Pengg gestiftet. Bis dahin diente die Barbarakapelle im Schloss Thörl als Gottesdienstraum.

## Kultur und Sehenswürdigkeiten
- Burg Schachenstein

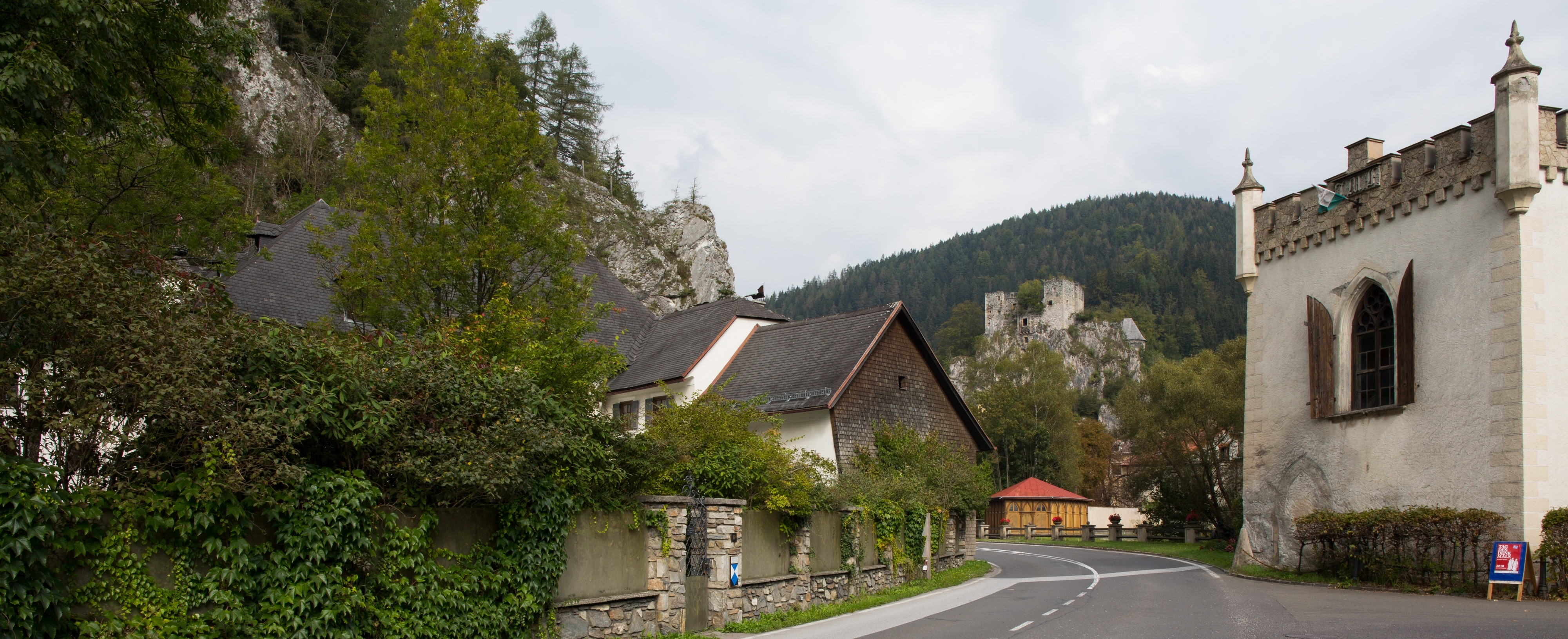
Schloss Thörl, im Hintergrund Burg Schachenstein

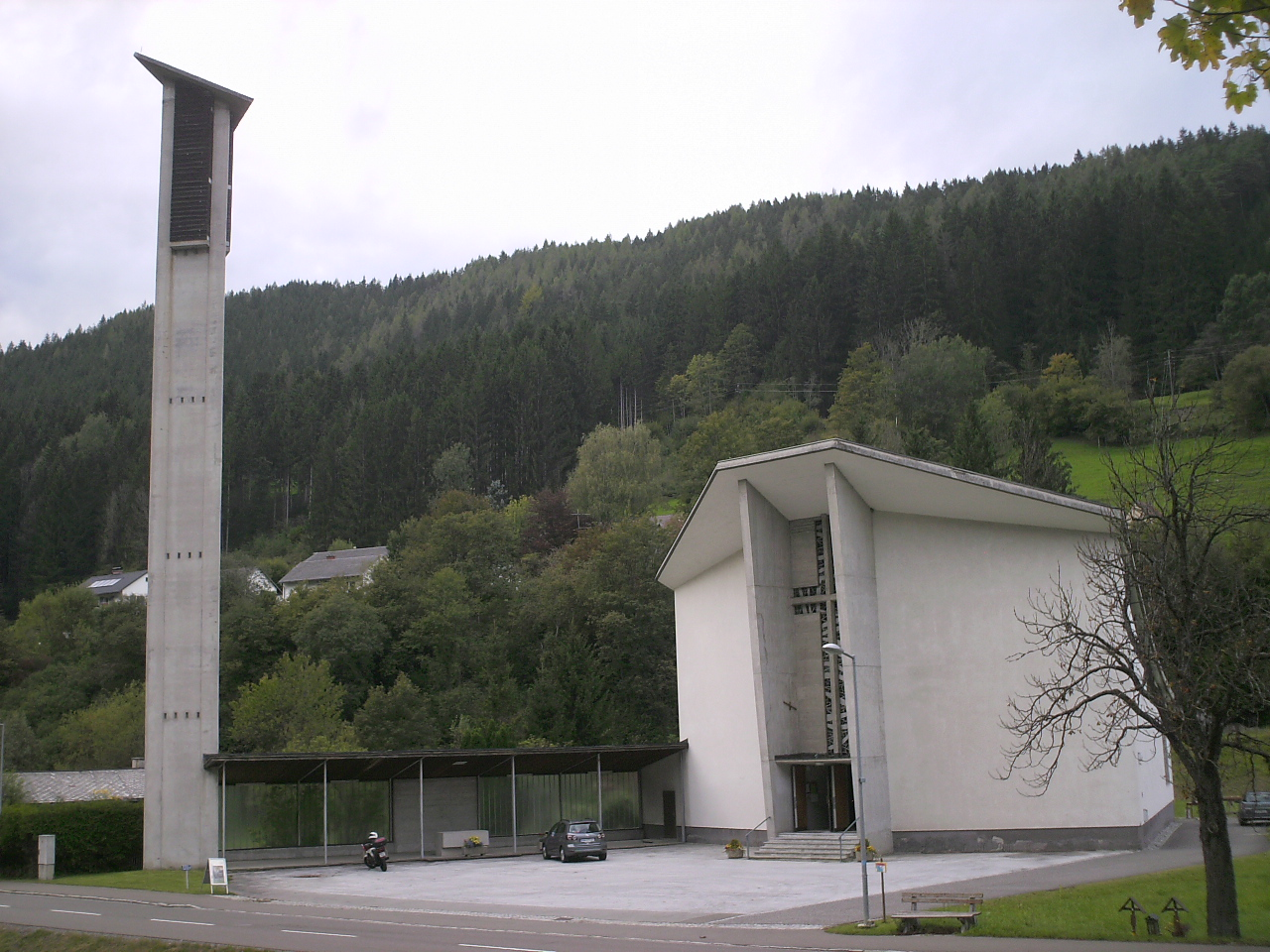
Katholische Pfarrkirche Thörl

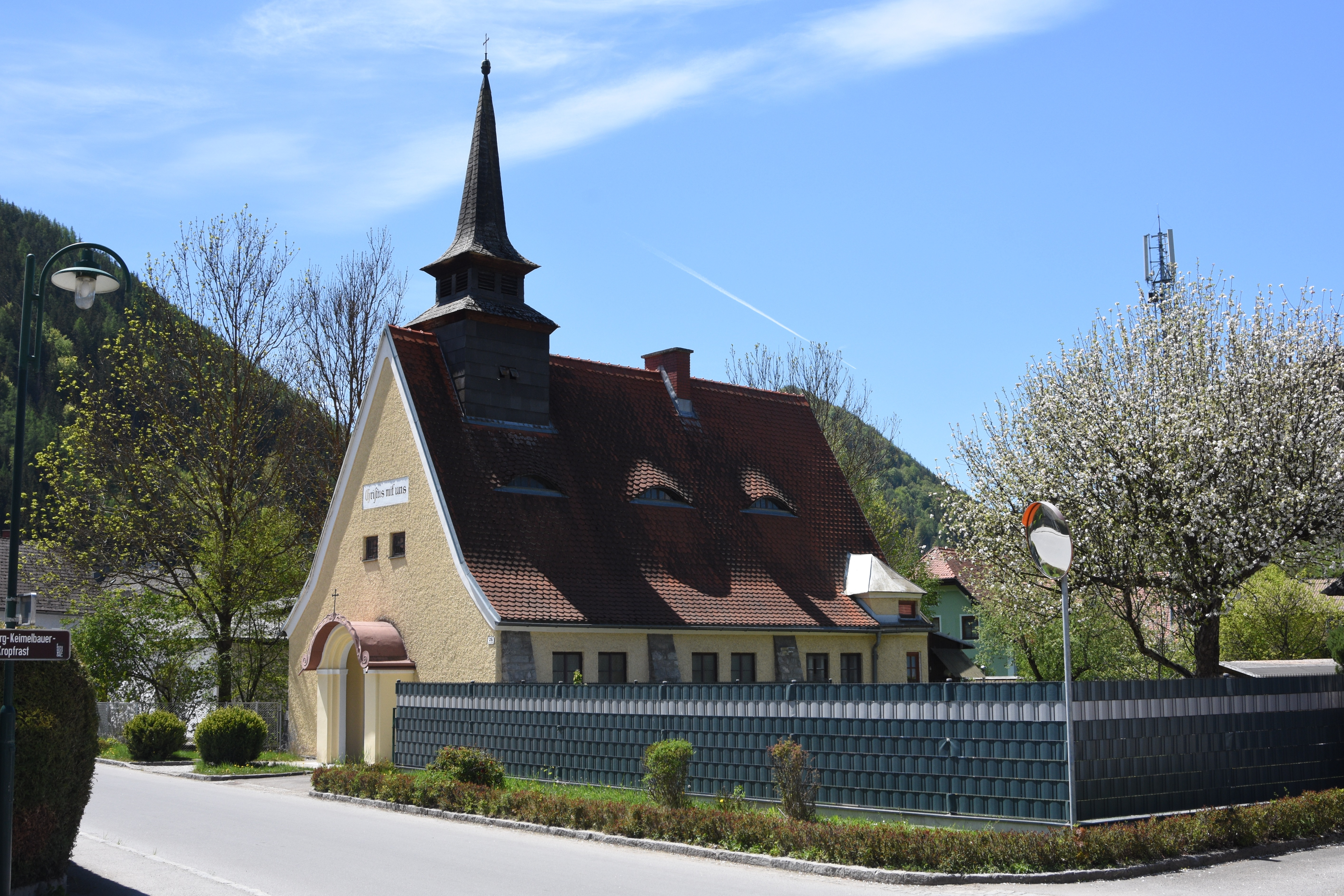
Evangelische Christuskirche

- Schloss Thörl: Am Ortseingang befindet sich Schloss Thörl, welches früher als „Tor“ zum Ort diente. Daher auch der Name des Ortes. Das Schloss gehört der Hempel-Hubersting Privatstiftung.
- Katholische Pfarrkirche Thörl Hll. Dreifaltigkeit
- Evangelische Christuskirche
- Katholische Filialkirche Sankt Ilgen hl. Ägidius

## Wirtschaft und Infrastruktur

### Ansässige Unternehmen
- Joh. Pengg AG – Drahtwerk

### Tourismus
Die Gemeinde bildet gemeinsam mit Aflenz den Tourismusverband „Hochschwab“. Dessen Sitz ist in Aflenz.
Thörl zählt jährlich etwa 7000 bis 10.000 Übernachtungen, den Großteil davon in den Sommermonaten Juni bis September.

### Bildung
Im Gemeindegebiet von Thörl befinden sich:
- Kinderbetreuung
  - Gemeindekindergarten Etmißl
  - Gemeindekindergarten Thörl
  - eine Tagesmutter
- Schulen
  - Volksschule Thörl
  - Volksschule Etmißl
  - Neue Mittelschule Thörl

Viele Jugendliche besuchen weiterführende Schulen in Kapfenberg und Bruck an der Mur.

### Verkehr
Thörl liegt an der Mariazeller Straße B 20, welche die wichtigste Verbindung zwischen Kapfenberg im Mürztal und dem Wallfahrtsort Mariazell sowie im weiteren Verlauf auch Sankt Pölten darstellt.
Die Gleise der Thörlerbahn wurden 2003/04 abgetragen, von Thörl bis Kapfenberg wurde die Strecke durch einen Radweg ersetzt.

## Politik

### Gemeinderat
Der Gemeinderat hat 15 Mitglieder.
- Nach den Gemeinderatswahlen in der Steiermark 2015 hatte der Gemeinderat folgende Verteilung: 9 SPÖ, 3 ÖVP, 2 Freie Unabhängige Liste Lebenswert und 1 FPÖ.[9]
- Nach den Gemeinderatswahlen in der Steiermark 2020 hat der Gemeinderat folgende Verteilung: 10 SPÖ, 4 ÖVP und 1 FPÖ.[10]

### Bürgermeister
- 2015–2024 Günther Wagner (SPÖ)
- seit 2024 Christian Polaschek (SPÖ)[11]

### Wappen

Wappen der Vorgängergemeinden
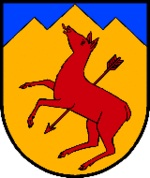
Sankt Ilgen
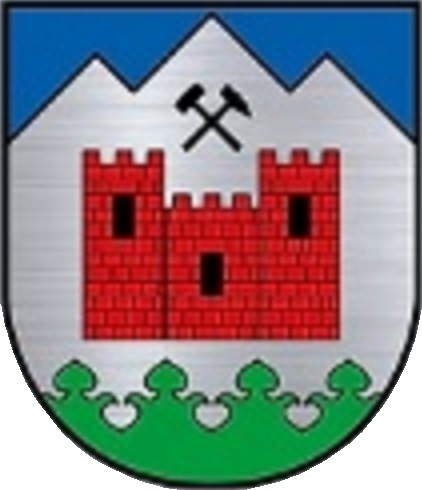
Thörl (bis Ende 2014)

Zwei der drei Vorgängergemeinden hatten je ein Gemeindewappen. Wegen der Gemeindezusammenlegung verloren diese mit 1. Jänner 2015 ihre offizielle Gültigkeit, die Neuverleihung für die Fusionsgemeinde erfolgte bisher nicht (Stand: Ende 2017).

Das 1955 verliehen Wappen von Thörl nahm Bezug auf die das Ortsbild beherrschende Ruine Schachenstein und auf die große Bedeutung der Thörler Werke in der metallverarbeitenden Industrie.

### Regionalpolitik
Thörl ist Mitglied in der 2. Dezember 2009 gegründeten Regionext-Kleinregion Hochschwab Süd,
und in der LEADER-Region Mariazellerland–Mürztal.
Bezüglich der Gemeindestrukturreform der Steiermark 2010–2015 führte die Gemeinde zum einen Gespräche mit Bruck und Kapfenberg (große Lösung),
zum anderen war auch eine Fusion mit Etmißl und Sankt Ilgen im Gespräch, oder eine weitergehende Fusion mit Aflenz Kurort/Aflenz Land sowie Turnau (Sechser-Lösung).
Eine Fusion mit den beiden Städten wurde von der Etmißler
wie auch von der St.-Ilgner
Lokalpolitik abgelehnt.

### Gemeindepartnerschaften
- Ljubečna

## Persönlichkeiten

### Ehrenbürger
- 1975: Hannes Bammer (1922–2017), Landesrat

### Söhne und Töchter von Thörl
- Grete Scheuer (1900–1988), Schriftstellerin
- Erwin Zankel (* 1941), Journalist
- Siegfried Schrittwieser (* 1952), Landespolitiker (SPÖ), ehemaliger Bürgermeister und steirischer Landtagspräsident

### Personen mit Bezug zur Gemeinde
- Peter Pögl (um 1430–1486), Hammerherr und Waffenfabrikant
- Sebald Pögl der Ältere (um 1460–1510), Waffenfabrikant
- Sebald Pögl der Jüngere (um 1490–1540), Hammerherr und Waffenfabrikant